# 本特海姆伯国县
本特海姆伯国县（德語：Landkreis Grafschaft Bentheim）是德国下萨克森州西南部的一个县，得名于本特海姆伯国，首府諾德霍恩。